# Old Vatia
 (mars 2020).
Old Vatia est un site préhistorique américain situé sur Tutuila, dans les Samoa américaines. Protégé au sein du parc national des Samoa américaines, il est inscrit au Registre national des lieux historiques depuis le 2 novembre 2006.